# Jacob Dolson Cox
Pour les articles homonymes, voir Cox.
Jacob Dolson Cox, né le 27 octobre 1828 à Montréal (Canada) et mort le 4 août 1900 à Gloucester (Massachusetts), est un major-général et homme politique américain. Membre du Parti républicain, il est gouverneur de l'Ohio entre 1866 et 1868, secrétaire à l'Intérieur entre 1869 et 1870 dans l'administration du président Ulysses S. Grant puis représentant de l'Ohio entre 1877 et 1879.

## Biographie

### Avant la guerre
Jacob Dolson Cox naît à Montréal, alors que son père, entrepreneur immobilier, supervise une construction dans cette ville. De retour à New York, la panique de 1837 le conduit à arrêter ses études. À l'âge de 14 ans, il commence à travailler comme clerc de notaire. Il est diplômé de l'Oberlin College en 1850. Il épouse la sœur de Charles G. Finnley, qui a une certaine influence sur lui. Il est admis au barreau de l'Ohio en 1851. Il organise le Parti républicain dans l'État de l'Ohio et noue une amitié avec James A. Garfield. Abolitionniste convaincu, il est membre du Sénat de l'Ohio entre 1859 et 1861 sous la bannière du Parti républicain.

### Guerre de Sécession

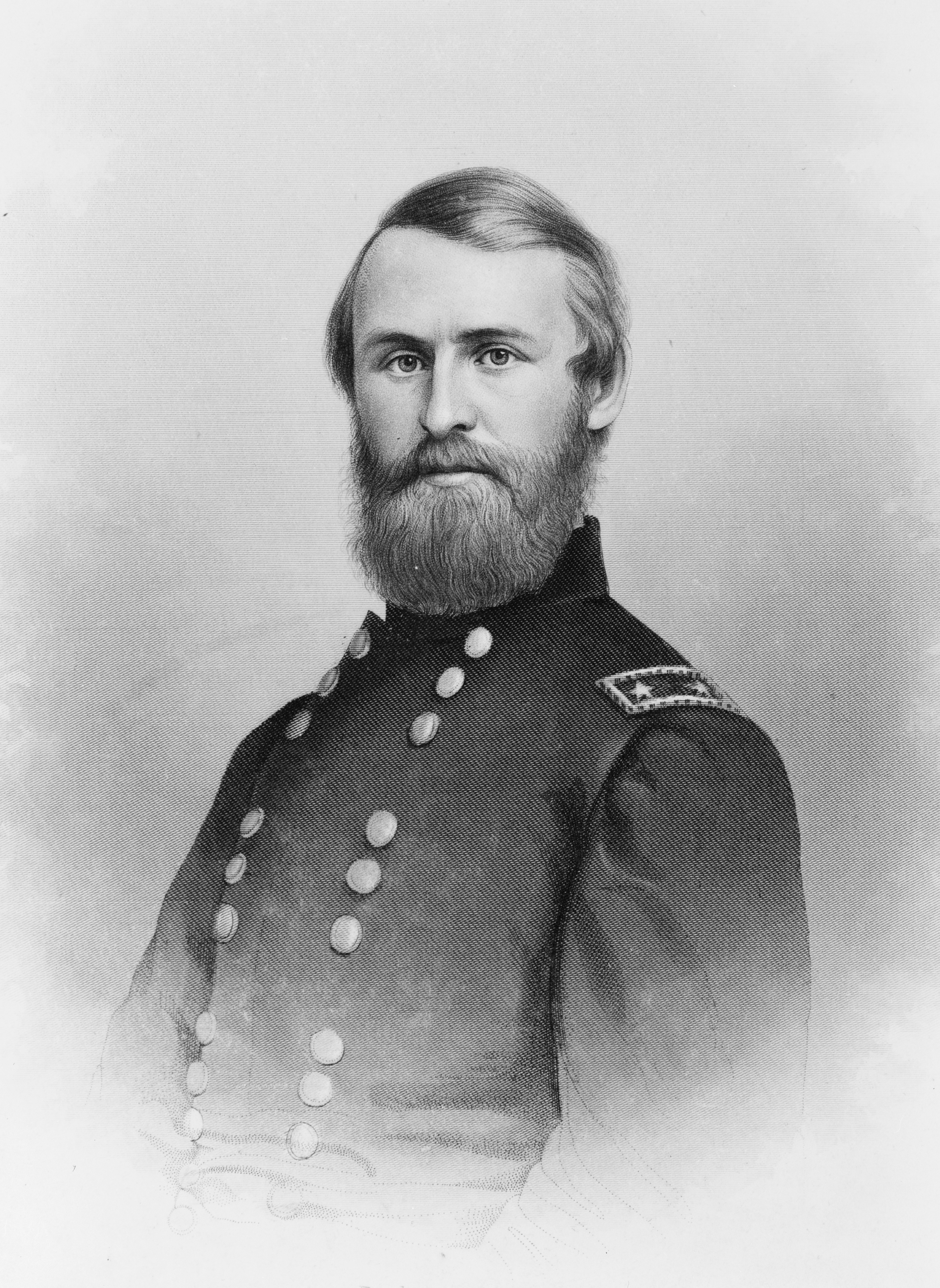
Le major-général Jacob D. Cox durant la guerre de Sécession.

Lors de la guerre de Sécession, il s'engage dans l'Union Army contre les États confédérés. Jacob Dolson Cox est d'abord brigadier général des troupes de l'Ohio entre le 23 avril 1861 et le 30 juillet 1861. Il est nommé brigadier général des volontaires le 17 mai 1861. Il participe à la campagne de Rich Mountain.
Il commande le département de la vallée de Kanawha en Virginie jusqu'en août 1862. Il est alors affecté dans l'armée de Virginie sous les ordres du général Pope lors de la campagne de Virginie Septentrionale au cours de laquelle il commande brièvement le IXe corps du 14 septembre au 8 octobre 1862.
Il commande une division lors des batailles de South Mountain et d'Antietam (campagne du Maryland).
Il est commissionné major général des volontaires le 6 octobre 1862. Sa commission expire le 4 mars 1863. Il commande alors le district de l'Ohio et le XXIIIe corps lors des opérations autour d'Atlanta sous les ordres du général Sherman. Après la chute de la ville, sa division est transférée au Tennessee sous les ordres du général Thomas. Il participe à la campagne de Franklin-Nashville. Lors de la bataille de Franklin, il fait renforcer les défenses, qui avait été abandonnées lors de la première bataille de Franklin en 1863. La ligne défensive, ainsi consolidée, forme un demi-cercle autour de la ville. Ces préparatifs vont participer à la victoire des forces de l'Union.
Il est de nouveau nommé major général à partir du 7 décembre 1864. Il participe à la bataille de Kinston et à la campagne des Carolines.

### Après la guerre
Il est élu gouverneur de l'État de l'Ohio entre 1866 et 1867,. Il modère ses convictions sur la politique de Reconstruction, notamment en ce qui concerne le droit de vote des Afro-Américains, notamment au travers de se « lettre d'Oberlin »,. Il y prône la ségrégation. Il soutient le président Andrew Johnson lors de la procédure de destitution.
Il est nommé secrétaire à l'Intérieur par le président Grant. Reconnu pour ses compétences, c'est l'un des membres de l'équipe gouvernementale qui ne sera pas sujet à caution. Il tente notamment de mettre un terme aux fraudes et à la corruption qui caractérisaient le service des Affaires indiennes, ce qui lui vaut l'hostilité de Zachariah Chandler et de Benjamin Butler, tous deux compromis dans une affaire de corruption, qui poussent Grant à lui retirer sa confiance. Il quitte ses fonctions en 1870 et revient à ses activités d'avocat. Il devient président de la Toledo & Wabash & Western Railroad. Entre 1881 et 1897, il est doyen de l'école de droit de Cincinnati puis président de l'université de Cincinnati. Passionné par l'architecture des cathédrales européennes, il étudie aussi la microscopie et la photo-microscopie pour laquelle il gagne une médaille à l'exposition d'Anvers de 1891.
Le 30 juillet 1900, après une journée de navigation alors qu'il était en villégiature, il se couche et est retrouvé inconscient. Finalement, il meurt le 4 août 1900 d'une attaque cardiaque.